# Plogfoten

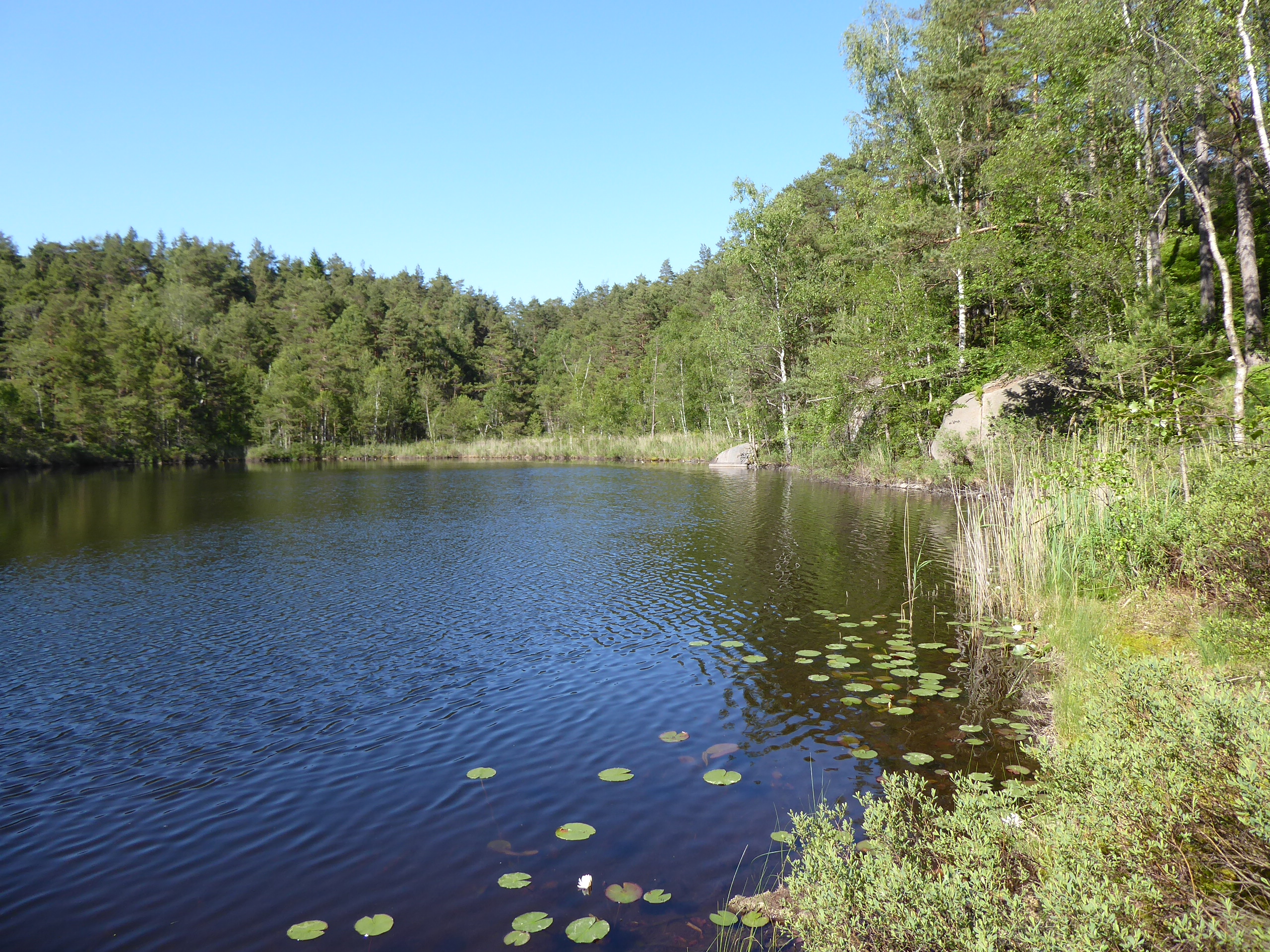
Plogfotens sydöstra del i juni 2023

Plogfoten är en sjö i Göteborgs kommun i Västergötland och ingår i Göta älvs huvudavrinningsområde. Sjön är 5,5 meter djup, har en yta på 0,007 kvadratkilometer och befinner sig 84 meter över havet.